# Gesamtanlage Inneres Städtle und Vorstadt Langenburg

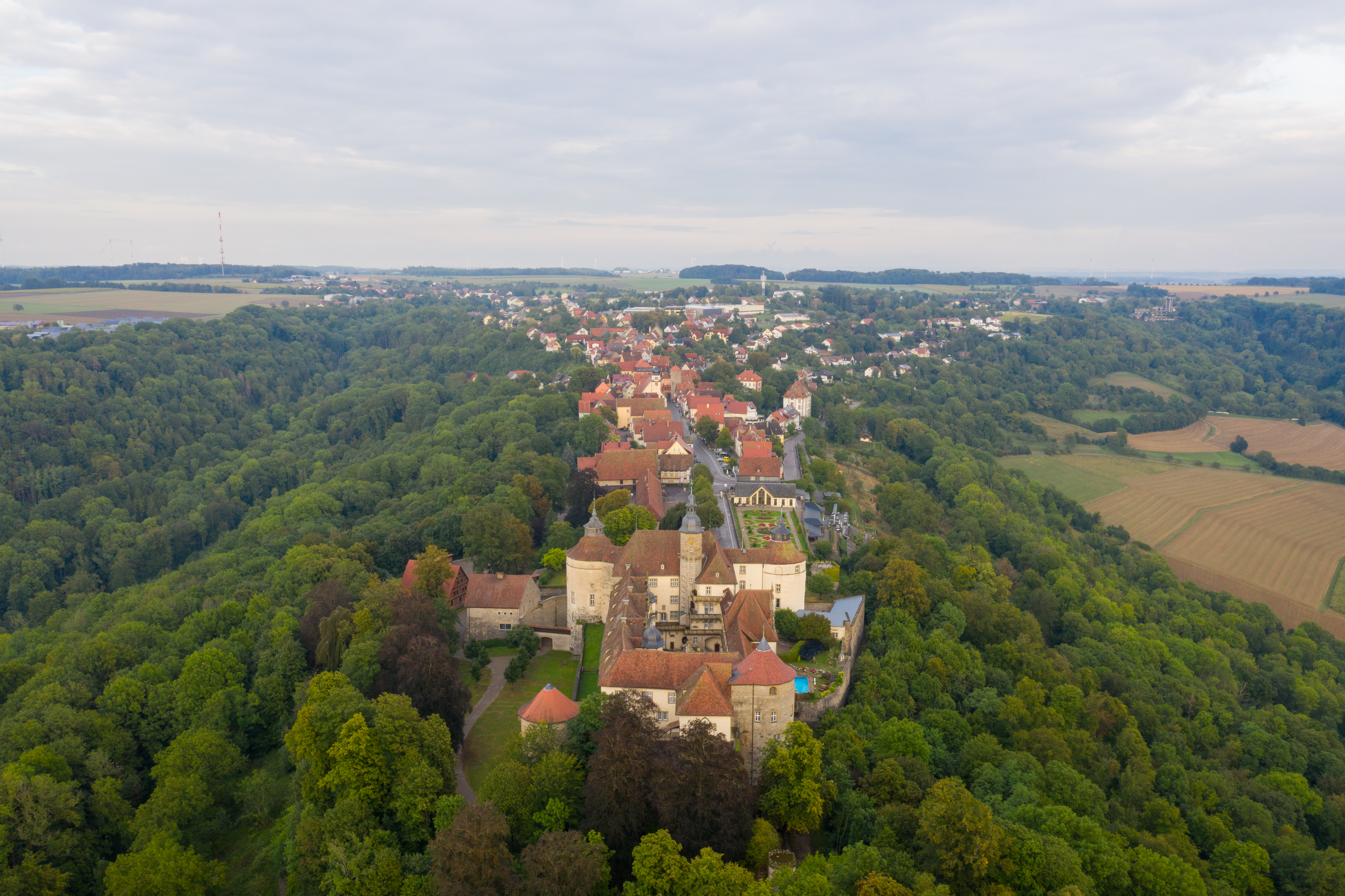
Blick auf Langenburg mit dem Schloss im Vordergrund

Die Gesamtanlage Inneres Städtle und Vorstadt ist ein denkmalgeschütztes Ensemble in Langenburg im Landkreis Schwäbisch Hall in Baden-Württemberg. Geschützt ist seit 1984 der nahezu unverändert überlieferte historische Stadtgrundriss einer über Jahrhunderte hinweg bewusst gestalteten kleinen hohenlohischen Residenzstadt.

## Allgemeines
Gesamtanlagen schützen gemäß § 19 Denkmalschutzgesetz Baden-Württemberg Straßen-, Platz- und Ortsbilder, an deren Erhaltung aus wissenschaftlichen, künstlerischen oder heimatgeschichtlichen Gründen ein besonderes öffentliches Interesse besteht. Geschützt ist das überlieferte Erscheinungsbild der Gesamtanlage mit seinen Bestandteilen und Merkmalen. Neben Bauwerken zählen dazu auch Straßen- und Platzräume oder Grün- und Freiflächen. Schützenswert können außerdem die topographische Lage, der Ortsgrundriss oder eine Stadtsilhouette sein. Der Gesamtanlagenschutz umfasst bei Gebäuden nur die von außen sichtbaren Teile; bei Kulturdenkmalen innerhalb der Gesamtanlage, die zusätzlich nach anderen Bestimmungen des Gesetzes geschützt sind, ist darüber hinaus auch das Innere Gegenstand des Denkmalschutzes.

## Beschreibung
Das hohenlohische Residenzstädtchen Langenburg liegt in charakteristischer topographischer Lage auf einem Bergsporn und hat einen gut überlieferten Baubestand des 16. bis frühen 20. Jahrhunderts sowie einen die Stadterweiterungen widerspiegelnden Stadtgrundriss mit teilweise erhaltener Stadtumwehrung und hervorragend erhaltener kulturlandschaftlicher Einbettung durch weitestgehend unbebaute Hanglagen. Es ist außerdem mit einem herrschaftlichen Gartenbereich und vorstädtischen Nutzgärten ausgestattet. Damit handelt es sich bei Langenburg um eine Gesamtanlage gemäß § 19 Denkmalschutzgesetz, an deren Erhaltung ein besonderes öffentliches Interesse besteht.